# Obert Internacional d'Escacs Ciutat de Montcada
L'Obert Internacional d'Escacs Ciutat de Montcada és un torneig d'escacs que es juga a Montcada i Reixac. El torneig, disputat per sistema suís a nou rondes és organitzat per la Unió Escacs Montcada i l'Ajuntament de Montcada i Reixac. Es reparteixen entre els diferents grups uns 7.000 euros en premis. El torneig és vàlid per Elo FIDE, FEDA i FCE, i per l'obtenció de normes de Mestre Català, Mestre Internacional i Gran Mestre. L'Obert de Montcada és computable pel Circuit Català d'Oberts Internacionals d'Escacs. El 2014 va ser considerat el tercer torneig més important de l'Estat espanyol dins una llista del millors 25 torneigs espanyols publicat per la FIDE.

## Quadre d'honor
Quadre de totes les edicions amb els tres primers de la classificació general:
| Any  | Dates              | Edició      | Campió                       | Subcampió                     | Tercer                       |
| ---- | ------------------ | ----------- | ---------------------------- | ----------------------------- | ---------------------------- |
| 1993 |                    | I Obert     | Daniel Leiro Giralt          | Arturo Vidarte Morales        |                              |
| 1994 |                    | II Obert    | Fermín González Vélez        | Narcís Bravo Barranco         |                              |
| 1995 |                    | III Obert   | Arturo Vidarte Morales       | Fermín González Vélez         |                              |
| 1996 |                    | IV Obert    | Antoni Gual Pascual          | Joan Mellado Triviño          |                              |
| 1997 |                    | V Obert     | Arturo Vidarte Morales       | Eduard Yepes Martínez         | Kai Bjerring                 |
| 1998 |                    | VI Obert    | David Garcia Ilundain        | Julio Hernando                |                              |
| 1999 |                    | VII Obert   | Oleg Korneev                 | Atanas Kolev                  | David Garcia Ilundain        |
| 2000 |                    | VIII Obert  | Nikola Mitkov                | Trajce Nedev                  |                              |
| 2001 |                    | IX Obert    | Víktor Moskalenko            | Atanas Kolev                  |                              |
| 2002 |                    | X Obert     | Víktor Moskalenko            | Frank de la Paz Perdomo       |                              |
| 2003 |                    | XI Obert    | Víktor Moskalenko            | Azer Mirzoev                  |                              |
| 2004 |                    | XII Obert   | Alder Escobar Forero         | Sergio Barrientos Chavarriaga |                              |
| 2005 |                    | XIII Obert  | Evgeni Janev                 | Marcelo Panelo Muñoz          |                              |
| 2006 |                    | XIV Obert   | Omar Almeida Quintana        | Marc Narciso Dublan           |                              |
| 2007 | Del 25/06 al 03/07 | XV Obert    | Fabian Libiszewski           | Stefan Bromberger             | Aleksei Bàrsov               |
| 2008 | Del 25/06 al 03/07 | XVI Obert   | Julian Radulski              | Yuri González Vidal           | Lázaro Bruzón Batista        |
| 2009 | Del 25/06 al 03/07 | XVII Obert  | Chandran Panchanathan Magesh | Yusnel Bacallao               | Miguel Muñoz Pantoja         |
| 2010 | Del 25/06 al 03/07 | XVIII Obert | Lázaro Bruzón Batista        | Yuri González Vidal           | Marc Narciso Dublan          |
| 2011 | Del 25/06 al 03/07 | XIX Obert   | Salvador Gabriel Del Río     | Matthieu Cornette             | Cristhian Cruz               |
| 2012 | Del 25/06 al 03/07 | XX Obert    | Vladímir Burmakin            | Fernando Peralta              | Yuniesky Quezada Pérez       |
| 2013 | Del 25/06 al 03/07 | XXI Obert   | Mauricio Flores Ríos         | Alexis Cabrera                | Jorge Cori                   |
| 2014 | Del 25/06 al 03/07 | XXII Obert  | Ni Hua                       | Yaroslav Zherebukh            | Jorge Cori                   |
| 2015 | Del 25/06 al 03/07 | XXIII Obert | Salvador Gabriel Del Río     | Marc Narciso Dublan           | Jacek Stopa                  |
| 2016 | Del 25/06 al 03/07 | XXIV Obert  | Emilio Córdova Daza          | Sundar M. Shyam               | Camilo Ernesto Gómez Garrido |